# Liselotte de Booy-Schulze

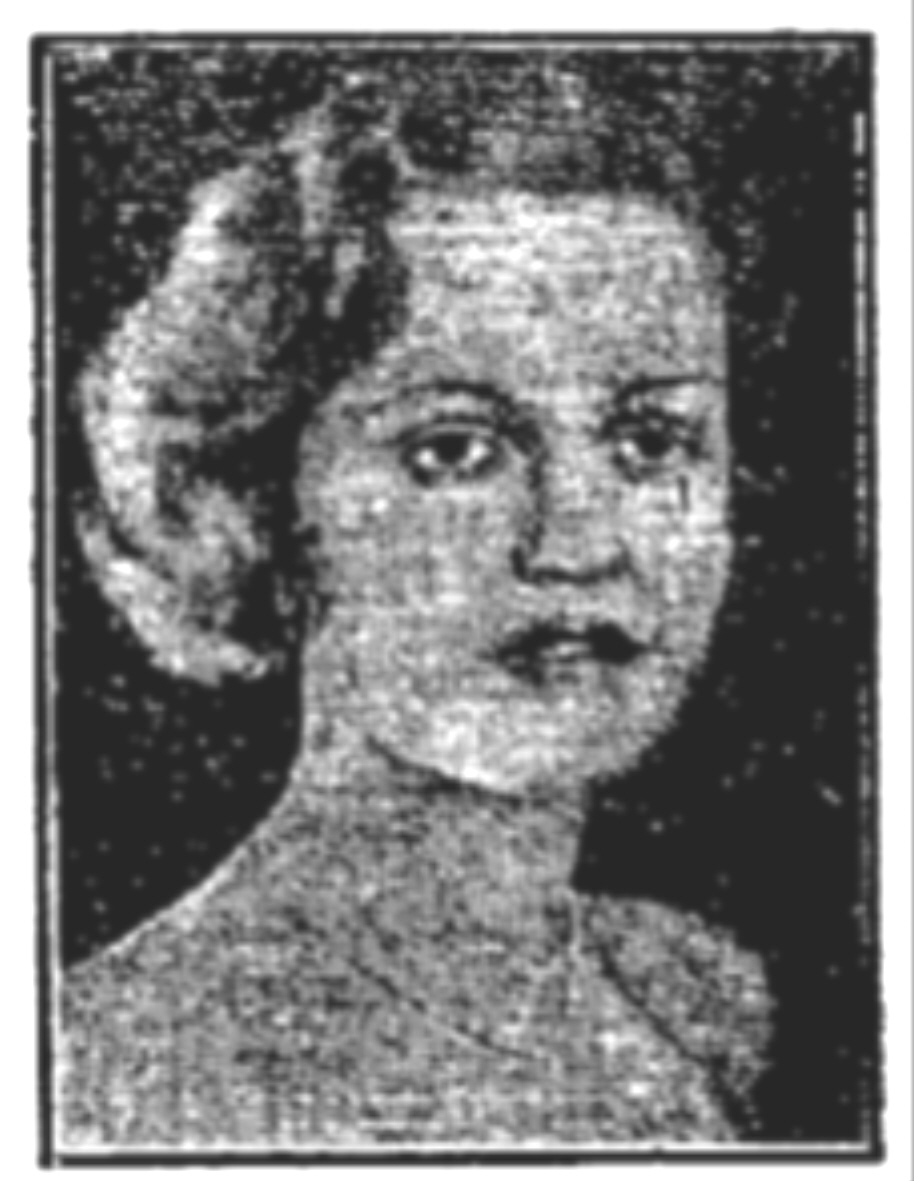
Liselotte de Booy-Schulze

Liselotte de Booy-Schulze war eine deutsche Schönheitskönigin sowie Fotomodell. Von ihrem Namen ist auch die Schreibweise Liselotte de Booye bekannt.
1932 wurde sie in Berlin in einer Nachwahl zur Miss Germany bestimmt. Die ursprüngliche Siegerin musste ihren Titel auf Grund von Gerüchten über Wahlschiebung zurückgeben. Liselotte de Booy-Schulze nahm im gleichen Jahr an der Wahl zur Miss Europe teil. 